# یانوش پیچاک-پچاک
یانوش پیچاک-پچاک (انگلیسی: Janusz Pyciak-Peciak؛ زادهٔ ۹ فوریهٔ ۱۹۴۹) ورزشکار پنج‌گانه مدرن اهل لهستان است.
وی در مسابقات کشوری و بین‌المللی در مجموع برندهٔ ۶ مدال طلا، ۲ مدال نقره شده‌است.